# Johannes Rudbeckius (staty)

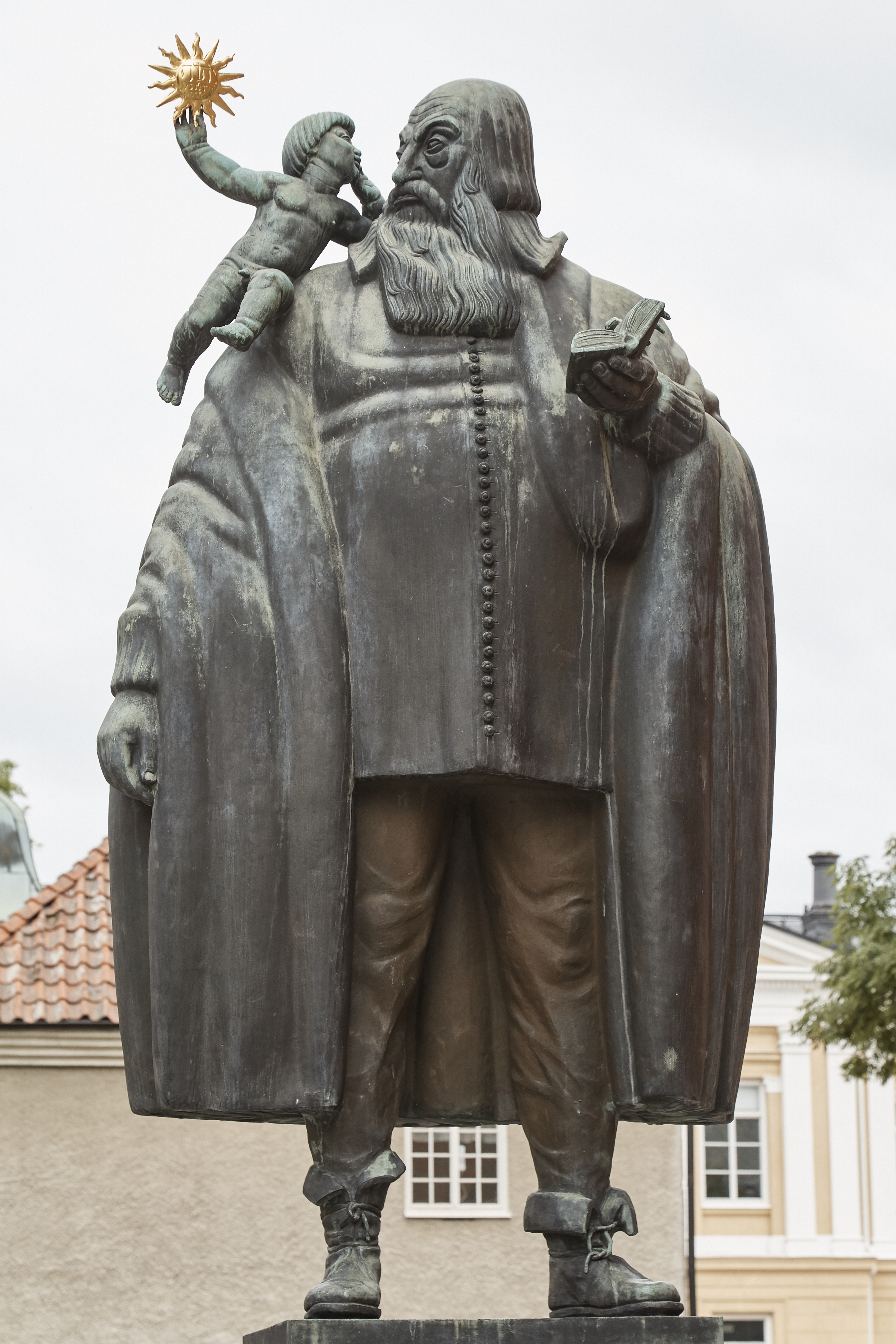
Statyn av Johannes Rudbeckius

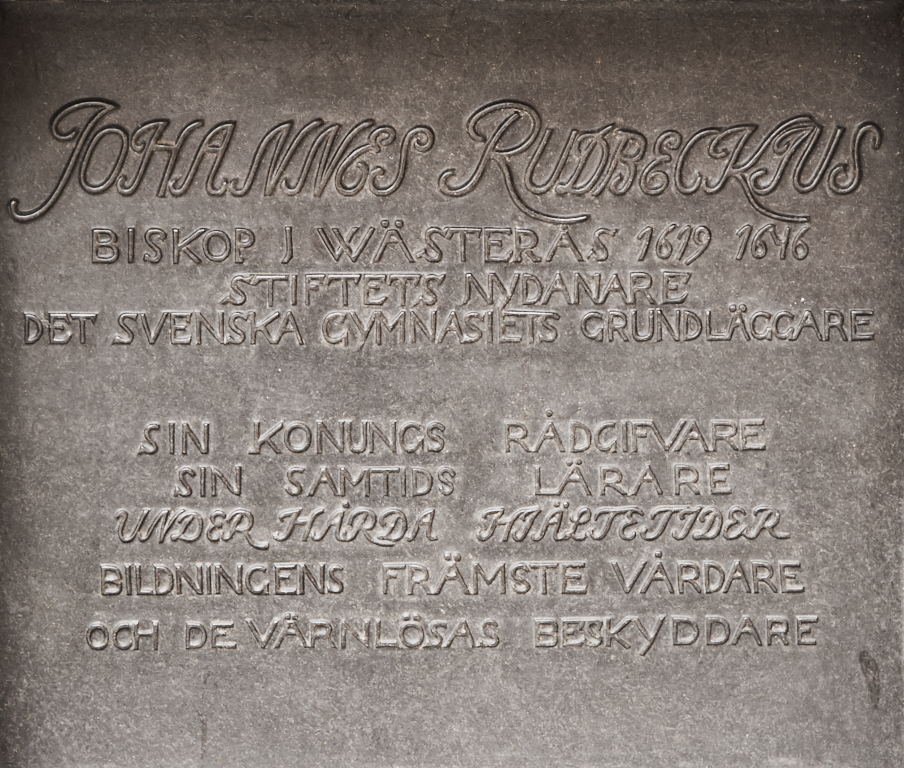
Inskription vid statyn av Johannes Rudbeckius

Johannes Rudbeckius är en skulptur av Carl Milles och som invigdes 14 juni 1923. Den är placerad på Domkyrkoplan framför Västerås domkyrka och nära Rudbeckianska gymnasiet.
Johannes Rudbeckius var biskop i Västerås stift 1619 till 1646. Han författade den första föreskriften om förhörslängder i Sverige och även en detaljerad föreskrift om kyrkobokföringen år 1622 och grundade i Västerås Sveriges första gymnasium år 1623 och Sveriges första flickskola, Rudbeckii flickskola, år 1632.
Planerna på en staty till Rudbeckius ära går tillbaka till 1892, då en tillsatt kommitté dock misslyckas med att samla in pengar till uppförande av en staty. Nya insamlingar misslyckas både 1906 och 1912. Dock gick man 1922 ut till allmänheten och begärde pengar för att uppföra konstverket och denna gång lyckades man. Två tredjedelar av beloppet kom från allmänheten. I oktober 1922 hade staden möjlighet att skriva kontrakt med Carl Milles för en staty av Johannes Rudbeckius. Statyn invigdes 1923, lagom till Rudbeckianska gymnasiets 300-årsjubileum.

## Solen
Solen som ängeln lyfter har inskriptioner på latin, på ena sidan står det Herren är vår starkhet och på den andra Himlen och solen, ingenting sämre följer jag. 
Denna har försvunnit vid ett flertal tillfällen. I augusti 1990 stals solen, men återfanns på domkyrkans golv på nyårsafton samma år. Den 23 augusti 2009 försvann solen åter, för att återlämnas den 24 augusti samma år.